# Widevine
Widevine neboli Google Widevine je proprietární DRM systém společnosti Google, umožňující ve webových prohlížečích napříč platformami a v Android zařízeních přístup k autorskoprávně chráněnému digitálnímu obsahu podle pravidel jejich vlastníků. Součástí systému jsou různá šifrovaná zabezpečovací schémata včetně například využití TPM šifrovacího procesoru bránící nepovolenému použití chráněných médií.

## Historie
Systém vyvinula firma Internet Direct Media, později přejmenovaná na Widevine Technologies, kterou v roce 2010 koupil Google.

## Kritika
Widevine není open source a někdy je kritizován pro uzavřenost právě pro některé open source platformy, kterým Google odmítne dát podporu. Tím je potom zcela znepřístupněn na těchto platformách DRM obsah. Jedním takovým případem je 32bitová verze linuxových systémů, jejíž podporu Google ukončil 31. května 2021. Přístup k technologii byl odmítnut také například open source projektu webového prohlížeče Metasteam založeného na Chromium. Přitom při debatě s World Wide Web Consortium, kde se diskutovala možná standardizace DRM pro webové prohlížeče, Google argumentoval proti ujištěním, že k takovým situacím určitě docházet nebude.